# 越南共和國第四軍
第四軍，或稱第四軍區，是越南共和國軍（南越軍）4大軍級單位和戰術區中的其中一個，責任轄區為國土最南端的湄公河三角洲區域。隸屬該軍管轄、駐紮在美湫的陸軍第7步兵師由於鄰近南越首都西貢，而涉入過南越建國後的數起政變。

## 所轄部隊
- 越南共和國第7步兵師
- 越南共和國第9步兵師
- 越南共和國第21步兵師